# Gaspar de Aguilar
Gaspar de Aguilar fue un funcionario español de la época de Felipe IV.
El 18 de febrero de 1634 la Real Audiencia de Guatemala lo nombró Gobernador interino de la provincia de Costa Rica, para suceder al Sargento Mayor Juan de Villalta, gobernador titular, que acababa de fallecer; pero no aceptó el cargo y en su lugar se designó el 30 de marzo de ese año a Juan de Agüero, quien también declinó el nombramiento.
- Datos: Q5875873